# Lactuca inermis
Lactuca inermis là một loài thực vật có hoa trong họ Cúc. Loài này được Forssk. mô tả khoa học đầu tiên năm 1775.